# Gaszuivering
Een gaszuivering is het uit een gas verwijderen van die componenten die een gewenste toepassing in de weg zouden staan. Typerende voorbeelden zijn: de verwijdering van waterstofsulfide uit stookgas, ontzwaveling, de verwijdering van zwaveldioxide met een rookgasontzwavelingsinstallatie en stikstofoxiden uit rookgas en de verwijdering van zuurstofhoudende verbindingen uit het synthesegas voor de industriële bereiding van ammoniak.
Een gas dat bevrijd moet worden van hogerkokende homologen, vaste verontreinigingen en/of water kan door afkoelen (eventueel na opvoeren van de druk) tot gedeeltelijke condensatie worden gebracht. Het condensaat, dat op eenvoudige wijze van het gas gescheiden kan worden, bestaat hoofdzakelijk uit de verontreinigingen, maar er zal ook steeds een deel van het te zuiveren gas in oplossen.
Voor de zuivering van homogene gasmengsels maakt men gebruik van - selectieve - absorptie van de te verwijderen component in een vloeistof of op een vaste stof. Beide processen kunnen louter fysisch van aard zijn of ondersteund worden door een chemische reactie. Doordat het voor sommige gassen moeilijk is een geschikt sorptiemiddel te vinden, wordt het sorptieproces in dergelijke gevallen voorafgegaan door een chemische omzetting van de te verwijderen component (bijvoorbeeld die van CO in het veel eenvoudiger af te vangen CO2).
Vaste deeltjes en kleine vloeistofdruppeltjes kunnen uit een gasstroom verwijderd worden door filtreren (mistvangen).
Zie ook: luchtzuivering.